# Linda Nosková
Linda Nosková (født 17. november 2004 i Tjekkiet) er en professionel tennisspiller fra Tjekkiet.